# Arthur George Kenchington
Arthur George Kenchington, britanski general, * 1890, † 1966.